# Albin Ehrlich
Albert Ehrlich [êrlih], slovenski posestnik, trgovec z lesom in politik, * 16. december 1911, Žabnice, † 7. december 1984, Žabnice.

## Življenje in delo
Rodil se je v družini posestnika in trgovca z lesom Albina Ehrlicha. Ljudsko šolo je obiskoval v rojstnem kraju. Po končani gimnaziji v Celovcu je nadaljeval študij ekonomije na Univerzi v Padovi, ki pa ga je zaradi očetove smrti prekinil. Kot politik ni soglašal, da so 1928 občino Žabnice pripojili k Trbižu. Leta 1939 pa ni želel optirati v Nemčijo, kakor sta se za neitalijanske prebivalce teh krajev dogovorila Hitler in Mussolini. Da ne preselitvi je nagovarjal tudi druge, vendar so bile le štiri družine na njegovi strani. Med 2. svetovno vojno je uspešno vodil posestvo in lesno trgovino, čeprav je moral zaradi nemške vojaške zasedbe domače hiše živeti v Celovcu in deloma v Vrtinjem logu (ital. Prati del Bárto). Po vojni pa je zavzeto sodeloval v občinski upravi, bil je 16 let občinski svetovalec in podžupan občine Trbiž. Pomagal je ljudem, ki so se vrnili iz Nemčije, da so preklicali opcije in tako rešili domačije. Kot občinski odbornik pa je začel graditi mostove sožitja med Italijo, Avstrijo in Jugoslavijo.